# Ouratea patens
Ouratea patens är en tvåhjärtbladig växtart som beskrevs av Adolf Engler. Ouratea patens ingår i släktet Ouratea och familjen Ochnaceae. Inga underarter finns listade i Catalogue of Life.